# 偽経
偽経（ぎきょう）、疑経あるいは疑偽経とは、中国や日本など漢訳大乗仏教圏において偽作された仏典のことをいう。

## 沿革
東晋（317年 - 420年）の釈道安（314年 - 385年）『綜理衆経目録 一巻』中の『疑経録』に始まるとされる。偽経あるいは疑経として認定された経典類は、経録中で「疑経類（偽経類）」として著録され、それらは大蔵経に入蔵されることはなかった。それに対して、正しい仏典として認定されたものは真経として、大蔵経の体系を形成することとなった。
釈道安の時代には、雑多に翻訳された漢訳経典を整理する上で真経と偽経（疑経）とを厳に区分することは、最優先事であった。しかしながら、偽経あるいは疑経と認定され、大蔵経に入蔵されなかったとは言え、これらの経典群が消え去ることはなかった。むしろ、盛んに読誦され、開版されて、今日まで伝わる経典は数多い。『父母恩重経』、『盂蘭盆経』、『善悪因果経』など、今日も折本形式で発売されている偽経類は、多く見られる。多くの経本に収録されている『延命十句観音経』なども偽経の一つである。
唐の智昇は730（開元18）年の『開元釈教録』において、当時までに漢訳された経典5048巻のうち、偽経か真経かどうか疑わしいものについてその巻十八である「別録之八」の疑惑再評録に列挙している。

## 議論
大乗非仏説では、大乗仏教の大乗経典は全て後世に創作された偽経であり釈迦の直説ではないとされる。
「現在の日本のある宗派の所依の経典、つまり根本聖典が、偽経（疑経）であるから、当該の宗派の立場は仏教の異端である」とする別の宗派からの非難がなされることがある。
比較的最近に発表されたものとしては『般若心経』が中国撰述であるという説がある。1992年米国のジャン・ナティエ(Jan Nattier、当時インディアナ大学準教授)は、鳩摩羅什訳『摩訶般若波羅蜜経』などに基づき、玄奘が『般若心経』をまとめ、それを更にサンスクリット訳したという説を発表している。それに対して福井文雅が(福井文雅 1994)に於いて、また原田和宗（当時龍谷大学非常勤講師）が(原田和宗 2002)に於いて反駁している。

## 例
- 『仁王経』 - 『大蔵経』に含まれるが、古来偽経であるとされる。
- 『老子化胡経』（ろうしかこきょう、300年頃） - 西晋（265年 - 316年）の王浮（生没不明、洛陽の道士）作とされる偽経。釈迦はインドに入り仏陀となった老子の弟子である等とする。唐の高宗が仏教と道教の紛争に決着をつけ（668年）仏教側の勝利を宣し焼棄を命じた[5][6]。
- 『老子大權菩薩経』 - 上記紛争の中で仏教側が対抗して作成した偽経。逆に老子は仏陀の弟子であるとする。
- 『菩薩瓔珞本業経』 - 菩薩が守るべき修行の指針を説いた経典であるが、偽経であることが判明している。
- 『金剛三昧経』 - 1955年に偽経であることが論証された[7]。
- 『法王経』 - 具名は『佛説法王經』
- 『首楞厳経』 - 具名は『大仏頂如来密因修証了義諸菩薩万行首楞厳経』。『楞厳経』『大仏頂経』と略称される。 しばしば鳩摩羅什訳『首楞嚴三昧經』（中国語版）と混同されるが、こちらは唐の般剌蜜帝（ばんらみたい）訳と称し、古来偽経とされる。第七巻に収録されている楞厳呪は偽経ではなくサンスクリット原典がある単立の陀羅尼である。禅宗で依用する。
- 『大通方広経』 - 具名を『大通方廣懺悔滅罪莊嚴成佛經』。また『方広滅罪成仏経』とも称する。
- 『梵網経』 - 5世紀頃中国の大乗仏教の偽経。
- 『最妙勝定経』
- 『大梵天王問仏決疑経』
- 『血盆経』
- 『高王観世音経』
- 『十句観音経』（『延命十句観音経』）
- 『盂蘭盆経』
- 『父母恩重経』
- 『十王経』
- 『稲荷心経』 - 日本で撰述された[8]。
- 『錫杖経』 - 日本で撰述された[8]。
- 『十一面観世音菩薩随願即得陀羅尼経』 - 日本で撰述された[8]。
- 『蓮華三昧経』（『妙法蓮華三昧秘密三摩耶経』） - 日本で撰述された[8]。
- 『五百大願経』（『釈迦如来五百大願経』） - 日本で撰述された[8]。
- 『延命地蔵菩薩経』（延命地蔵経） - 日本で撰述された[8]。
- 『観無量寿経』（かんむりょうじゅきょう）浄土三部経の一つ[9][信頼性要検証][10]。[11]
- 『無量義経』 - 法華三部経の一つ。

## 関連書籍
- 牧田諦亮 『疑経研究』 臨川書店、1989年。ISBN 465301843X
- 川口義照[12]『中国仏教における経録研究』 法藏館、2000年。ISBN 4831876356
- 福井文雅「般若心経の研究史:現今の問題点」『仏教学』第36号、仏教思想学会、79-99頁、1994年12月。CRID 1520572357862706560。doi:10.11501/4421118。ISSN 0387026X。NDLJP:4421118。
- 原田和宗「梵文『小本・般若心経』和訳」『密教文化』第2002巻、第209号、密教研究会、L17-L62頁、2002年。CRID 1390282680324077568。doi:10.11168/jeb1947.2002.209_l17。ISSN 02869837。

## 注・出典